# Lagenocarpus sericeus
Lagenocarpus sericeus là loài thực vật có hoa trong họ Cói. Loài này được H.Pfeiff. mô tả khoa học đầu tiên năm 1922.